# Język manombai
Język manombai (a. manobai), także: wamar, wokam – język austronezyjski używany w prowincji Moluki w Indonezji, przez mieszkańców wysp Aru. Według danych z 2011 roku posługuje się nim nieco ponad 9 tys. osób.
Jego użytkownicy zamieszkują północną część wyspy Wokam, a także niektóre wsie na wyspie Kobroor (wzdłuż cieśniny Manombai) oraz wieś Gardakau na wyspie Maikor.
Jest zapisywany alfabetem łacińskim.